# Johann André Forfang
Johann André Forfang, né le 4 juillet 1995 à Tromsø, est un sauteur à ski norvégien, professionnel depuis 2011.

## Carrière
Licencié au Tromsø Skiklubb, il entame sa carrière dans les compétitions de la FIS en décembre 2011. En 2012, il fait ses premiers pas en Coupe continentale, dans laquelle il remporte son premier concours en mars 2013 à Vikersund. En février 2014, il décroche la médaille de bronze de la compétition par équipes des Championnats du monde junior à Val di Fiemme.
Il entre dans la Coupe du monde lors de la saison 2014-2015, à Engelberg où il marque ses premiers points (12e place). En février 2015, il remporte deux titres aux Championnats du monde junior à Almaty en individuel et par équipes. Quelques jours plus tard, il monte sur son premier podium individuel en Coupe du monde en terminant troisième du concours de vol à ski disputé à Vikersund en Norvège. L'hiver suivant, il fait partie du top cinq mondial, montant sur huit podiums individuels en Coupe du monde dont un succès à Titisee-Neustadt. Aux Championnats du monde de vol à ski 2016, il échoue au pied du podium en individuel, mais il sacré champion dans l'épreuve par équipes avec Anders Fannemel, Daniel-André Tande et Kenneth Gangnes.
Lors des Championnats du monde 2017, il remporte la médaille d'argent par équipes au grand tremplin, obtenant une septième place au petit tremplin.
Début février 2018, Johann André Forfang s'impose sur le tremplin de Willingen. Lors des Jeux olympiques d'hiver de 2018, il remporte la médaille d'argent sur le petit tremplin en individuel, derrière Andreas Wellinger et contribue au premier titre olympique par équipes de la Norvège avec Andreas Stjernen, Daniel-André Tande et Robert Johansson. Il confirme dans la Coupe du monde en gagnant trois épreuves par équipes et obtient une deuxième place à Planica.
Durant la saison 2018-2019, il ajoute une troisième victoire à son palmarès dans la Coupe du monde à Nijni Taguil.

## Vie personnelle
Il est le frère de l'ancien sauteur à ski Daniel Forfang.

## Palmarès

### Jeux olympiques
| Épreuve / Édition | Pyeongchang 2018 |
| Petit tremplin    | Argent           |
| Grand tremplin    | 5e               |
| Par équipes       | Or               |

### Championnats du monde
| Épreuve / Édition | Épreuve / Édition | Falun 2015 | Lahti 2017 | Seefeld 2019 | Planica 2023 | Trondheim 2025 |
| Petit tremplin    | Petit tremplin    | DSQ        | 7e         | 47e          | 12e          | 5e             |
| Grand tremplin    | Grand tremplin    | 18e        | 12e        | 7e           | 10e          | DSQ            |
| Par équipes       | Grand tremplin    |            | Argent     | 5e           | Argent       | Bronze         |
| Par équipes mixte | Petit tremplin    |            |            |              | Argent       | Or             |

Légende : DSQ = Disqualifié.

### Championnats du monde de vol à ski
| Épreuve / Édition | Tauplitz 2016 | Oberstdorf 2018 | Planica 2020 |
| Individuel        | 4e            | 8e              | 22e          |
| Par équipes       | Or            | Or              | Or           |

### Coupe du monde
- Meilleur classement général : 5e en 2016.
- 24 podiums individuels : 6 premières places, 10 deuxièmes places et 8 troisièmes places.
- 23 podiums par équipes, dont 12 victoires.
- 2 podiums en Super Team : 1 deuxième place et 1 troisième place.
- 2 podiums par équipes mixte : 1 victoire et  1 deuxième place.

#### Différents classements en Coupe du monde
| Année     | Classement général final |
| 2014-2015 | 23e                      |
| 2015-2016 | 5e                       |
| 2016-2017 | 27e                      |
| 2017-2018 | 7e                       |
| 2018-2019 | 8e                       |
| 2019-2020 | 12e                      |
| 2020-2021 | 19e                      |
| 2021-2022 | 24e                      |
| 2022-2023 | 16e                      |
| 2023-2024 | 7e                       |
| 2024-2025 | 8e                       |

#### Victoires
| Année     | Lieu                                 |
| 2015-2016 | Titisee-Neustadt (Allemagne)         |
| 2017-2018 | Willingen (Allemagne)                |
| 2018-2019 | Nijni Taguil (Russie)                |
| 2023-2024 | Willingen (Allemagne) Oslo (Norvège) |
| 2024-2025 | Lake Placid (États-Unis)             |

### Championnats du monde junior
| Épreuve / Édition | Liberec 2013 | Val di Fiemme 2014 | Almaty 2015 |
| Individuel        | 38e          | -                  | Or          |
| Par équipes       | -            | Bronze             | Or          |

### Coupe continentale
- 3 victoires.

Palmarès au 25 janvier 2018